# Alissa Czisny
Alissa Czisny (ur. 25 czerwca 1987 w Sylvania) – amerykańska łyżwiarka figurowa, startująca w konkurencji solistek. Zwyciężczyni finału Grand Prix (2011) oraz dwukrotna mistrzyni Stanów Zjednoczonych. Zakończyła karierę amatorską 19 czerwca 2014 r.
Jej siostra bliźniaczka Amber także uprawiała łyżwiarstwo figurowe.

## Osiągnięcia

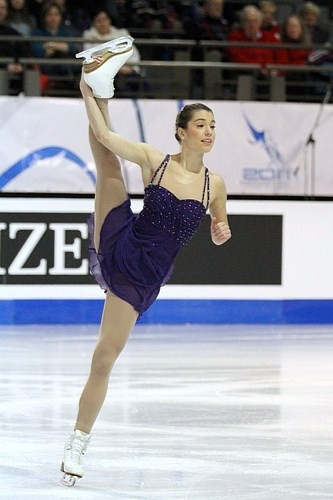
Finał Grand Prix 2011

| Zawody                                | 00–01          | 01–02          | 02–03          | 03–04          | 04–05          | 05–06          | 06–07          | 07–08          | 08–09          | 09–10          | 10–11          | 11–12          | 12–13          |                |                |                |                |
| Międzynarodowe                        | Międzynarodowe | Międzynarodowe | Międzynarodowe | Międzynarodowe | Międzynarodowe | Międzynarodowe | Międzynarodowe | Międzynarodowe | Międzynarodowe | Międzynarodowe | Międzynarodowe | Międzynarodowe | Międzynarodowe | Międzynarodowe | Międzynarodowe | Międzynarodowe | Międzynarodowe |
| ------------------------------------- | -------------- | -------------- | -------------- | -------------- | -------------- | -------------- | -------------- | -------------- | -------------- | -------------- | -------------- | -------------- | -------------- | -------------- | -------------- | -------------- | -------------- |
| Mistrzostwa świata                    |                |                |                |                |                |                | 15             |                | 11             |                | 5              | 22             |                |                |                |                |                |
| Mistrzostwa czterech kontynentów      |                |                |                |                |                |                | 5              |                | 9              |                | 5              |                |                |                |                |                |                |
| GP Finał Grand Prix                   |                |                |                |                |                | 6              |                |                |                |                | 1              | 5              |                |                |                |                |                |
| GP Cup of China                       |                |                |                |                |                |                |                | 9              |                |                |                |                |                |                |                |                |                |
| GP NHK Trophy                         |                |                |                |                |                |                |                | 6              |                |                |                |                | WD             |                |                |                |                |
| GP Rostelecom Cup                     |                |                |                |                |                |                | 9              |                | 4              | 4              |                |                |                |                |                |                |                |
| GP Skate America                      |                |                |                |                | 4              | 2              |                |                |                |                |                |                |                |                |                |                |                |
| GP Skate Canada International         |                |                |                |                |                | 1              | 4              |                | 3              | 2              | 1              |                |                |                |                |                |                |
| GP Trophée Eric Bompard               |                |                |                |                |                |                |                |                |                |                | 3              | 3              |                |                |                |                |                |
| Nebelhorn Trophy                      |                |                |                |                | 4              |                |                |                |                |                |                |                |                |                |                |                |                |
| Memoriał Ondreja Nepeli               |                |                |                |                |                | 2              |                |                |                |                |                |                |                |                |                |                |                |
| International Challenge Cup           |                |                |                |                |                |                |                |                |                |                |                | 3              |                |                |                |                |                |
| Międzynarodowe: Kategorie młodzieżowe |                |                |                |                |                |                |                |                |                |                |                |                |                |                |                |                |                |
| Mistrzostwa świata juniorów           |                |                |                |                | 6              | 6              |                |                |                |                |                |                |                |                |                |                |                |
| JGP Finał                             |                |                | 5              |                |                |                |                |                |                |                |                |                |                |                |                |                |                |
| JGP w Bułgarii                        |                |                |                | 5              |                |                |                |                |                |                |                |                |                |                |                |                |                |
| JGP we Francji                        |                |                | 2              |                |                |                |                |                |                |                |                |                |                |                |                |                |                |
| JGP na Słowacji                       |                |                | 2              |                |                |                |                |                |                |                |                |                |                |                |                |                |                |
| Gardena Spring Trophy                 |                | 1 J            |                |                |                |                |                |                |                |                |                |                |                |                |                |                |                |
| Triglav Trophy                        | 1 J            |                |                |                |                |                |                |                |                |                |                |                |                |                |                |                |                |
| Krajowe                               |                |                |                |                |                |                |                |                |                |                |                |                |                |                |                |                |                |
| Mistrzostwa Stanów Zjednoczonych      | 2 J            | 11             | 10             | 12             | 7              | 7              | 3              | 9              | 1              | 10             | 1              | 2              | WD             |                |                |                |                |